# Ganzaque (Vaiose Zor)
Ganzaque (em armênio: Գանձակ; romaniz.: Ganjak), antes chamada Enguija (Ենգիջա / Էնգիջա, Engiǰa), Enquiche (Ենկիճե, Enkiče), Enlija (Ենղիջա, Enłija), Enguija e Norique (Նորիկ / Նորիք, Norik / Norik’) foi uma aldeia da República Socialista Soviética da Armênia, hoje abandonada.

## História
Ganzaque originalmente foi chamada Norique. Depois recebeu o nome de Ganzaque, e então Enguija, antes de retornar a Ganzaque por decreto de 10 de setembro de 1964. Estava localizada a 3-4 quilômetros a nordeste da aldeia de Guenixique, nas encostas das montanhas Vaique. A maioria de seus habitantes veio de Coi e Salmas, hoje no Irã, nos anos 1829-1830. Tinha clima continental, mas através da irrigação artificial, obtinha colheitas suficientes. Além da agricultura, seus habitantes subsistiam da pecuária. Em 1831, 1897, 1926, 1939 e 1959, respectivamente, foram contabilizados 42, 422, 355, 235 e 233 habitantes. Foi abandonada na década de 1960 e seus habitantes migraram às aldeias de Chiva e Agaracazor. Contava com um cemitério e uma igreja, hoje em ruínas.